# Ancistrachne
Ancistrachne là một chi thực vật có hoa trong họ Hòa thảo (Poaceae).

## Loài
Chi Ancistrachne gồm các loài: